# Heinrich Friedrich Georg Mein
Heinrich Friedrich Georg Mein (* 14. August 1799 in Burhave; † 28. August 1864 in Neustadtgödens) war ein deutscher Apotheker.

## Leben und Wirken
Heinrich Friedrich Georg Mein war ein Sohn des Budjadinger Provinzial-Chirurgen Hans Peter Mein. Sein Lebenslauf ist in der Literatur nur wenig dokumentiert. Bekannt ist, dass er bei einem Apotheker namens Hemmie in Atens eine Ausbildung erhielt und danach als Apothekergehilfe in Vegesack, Detern, Hooksiel, Carolinensiel und Jever tätig war. Am 29. April legte er sein Examen ab. Danach verwaltete er die Krimpingsche Apotheke in Esens. 1829 bemühte er sich ohne Erfolg um die Konzession für die neue Apotheke in Timmel; 1831 erhielt er auch die Pacht der Apotheke von Pewsum nicht. Im Jahr darauf konnte er die Offizin in Neustadtgödens pachten, die Ernst-Friedrich Fischhaupt gehörte und 1840 schließen musste.
Mein richtete daraufhin in den Räumen dieser Apotheke ein eigenes Geschäft ein. Der Vorbesitzer hatte sich finanziell bedingt nur Gehilfen leisten können, die anderweitig keine Arbeit fanden. Mein hingegen wirtschaftete so gut, dass er 1843 mit seiner Apotheke von der Staustraße in ein selbst erbautes Gebäude in der Sielstraße umziehen konnte. Diese Apotheke existiert bis heute. Im selben Jahr gründete das Innenministerium in Hannover eine Filiale in Friedeburg und offerierte Mein, diese zu übernehmen. Da er Angst davor hatte, aufgrund des kurz zuvor in Neustadtgödens investierten erheblichen Kapitals finanzielle Probleme bekommen zu können, schlug er das Angebot aus. Das Innenministerium antwortete zwei Mal auf seine Absagen. Danach übernahm er die Apotheke, obwohl er selbst nicht davon überzeugt war, damit die richtige Entscheidung getroffen zu haben.
Mein galt als fähiger, kompetenter und angesehener Apotheker. In Quellen wird er als „sehr geschickter Apotheker und Chemikus“ bezeichnet. 1831 konnte er in seinem Labor als erste Person aus Atropa belladonna L. das Alkaloid Atropin rein und kristallin aufzeigen. Er beschäftigte sich mit mehreren physikalischen und chemische Eigenschaften der Verbindung, deren Löslichkeit, die Fähigkeit, Salzbildungen mit Säuren einzugehen und Reaktionen bei Kontakt mit Reagenzien. Er bezeichnete den Wirkstoff als „organische Alkalie“. Nees van Esenbeck als Professor für Botanik ermutigte Meins, seine Erkenntnisse zu publizieren. Er folgte dem Rat 1833 mit einem Beitrag in den „Annalen der Pharmacie“.
Am 21. Juni 1864 übergab Mein die Führung seiner Geschäfte an den einzigen Sohn Christian August. Nach dem wenig später folgenden Tod geriet er vollständig in Vergessenheit. Heinz Ramm und Ingeborg Borchers griffen sein Wirken erst in den 1980er Jahren wieder auf. 1986 erhielt er einen Nachtrag in der Deutschen Apotheker-Biographie.